# Podnoszenie ciężarów na Letnich Igrzyskach Olimpijskich 1984 – waga piórkowa mężczyzn
Rywalizacja w wadze do 60 kg mężczyzn w podnoszeniu ciężarów na Letnich Igrzyskach Olimpijskich 1984 odbyła się 31 lipca 1984 roku w hali Gersten Pavilion. W rywalizacji wystartowało 21 zawodników z 17 krajów. Tytułu sprzed czterech lat nie obronił Wiktor Mazin z ZSRR, który tym razem nie startował. Nowym mistrzem olimpijskim został Chińczyk Chen Weiqiang, srebrny medal wywalczył Rumun Gelu Radu, a trzecie miejsce zajął Tsai Wen-yee z Chińskiego Tajpej.

## Wyniki
| Pozycja | Zawodnik             | Reprezentacja    | Waga  | Rwanie | Rwanie | Rwanie | Podrzut | Podrzut | Podrzut | Wynik |
| Pozycja | Zawodnik             | Reprezentacja    | Waga  | 1      | 2      | 3      | 1       | 2       | 3       | Wynik |
| ------- | -------------------- | ---------------- | ----- | ------ | ------ | ------ | ------- | ------- | ------- | ----- |
| 1. !    | Chen Weiqiang        | Chiny            | 59,40 | 120,0  | 125,0  | 125,0  | 157,5   | 165,0   | 165,0   | 282,5 |
| 2. !    | Gelu Radu            | Rumunia          | 59,85 | 120,0  | 125,0  | 127,5  | 155,0   | 165,0   | 165,0   | 280,0 |
| 3. !    | Tsai Wen-yee         | Chińskie Tajpej  | 59,20 | 120,0  | 125,0  | 127,5  | 147,5   | 152,5   | 152,5   | 272,5 |
| 4       | Kaoru Wabiko         | Japonia          | 59,40 | 115,0  | 120,0  | 122,5  | 150,0   | 150,0   | 155,0   | 270,0 |
| 5       | Yosuke Muraki-Iwata  | Japonia          | 59,50 | 120,0  | 125,0  | 125,0  | 147,5   | 152,5   | 155,0   | 267,5 |
| 6       | Lee Myeong-su        | Korea Południowa | 59,70 | 117,5  | 117,5  | 122,5  | 150,0   | 155,0   | 155,0   | 267,5 |
| 7       | Sorie Enda Nasution  | Indonezja        | 59,90 | 115,0  | 120,0  | 120,0  | 145,0   | 152,5   | 155,0   | 267,5 |
| 8       | Uolevi Kahelin       | Finlandia        | 59,90 | 112,5  | 117,5  | 117,5  | 142,5   | 150,0   | 155,0   | 267,5 |
| 9       | Mircea Tuli          | Rumunia          | 59,75 | 115,0  | 120,0  | 120,0  | 150,0   | 150,0   | 160,0   | 265,0 |
| 10      | Mohamed Youssef      | Egipt            | 59,85 | 105,0  | 110,0  | 110,0  | 140,0   | 145,0   | 147,5   | 252,5 |
| 11      | Tomás Rodríguez      | Panama           | 59,60 | 110,0  | 115,0  | 117,5  | 130,0   | 135,0   | 140,0   | 250,0 |
| 12      | Geoffrey Laws        | Wielka Brytania  | 59,60 | 107,5  | 112,5  | 115,0  | 137,5   | 142,5   | 142,5   | 250,0 |
| 13      | Óscar Palma          | Kolumbia         | 59,80 | 105,0  | 110,0  | 112,5  | 135,0   | 140,0   | 140,0   | 245,0 |
| 14      | Lawrence Iquaibom    | Nigeria          | 59,30 | 100,0  | 107,5  | 107,5  | 122,5   | 130,0   | 137,5   | 237,5 |
| 15      | Kamalakanta Santra   | Indie            | 58,90 | 95,0   | 100,0  | 100,0  | 125,0   | 130,0   | 130,0   | 225,0 |
| 16      | Héctor Hurtado       | Ekwador          | 59,80 | 90,0   | 95,0   | 95,0   | 120,0   | 125,0   | 125,0   | 220,0 |
| 17      | Alfredo Palma        | Nikaragua        | 58,20 | 90,0   | 95,0   | 95,0   | 120,0   | 120,0   | 125,0   | 210,0 |
| -       | Joaquín Valle        | Hiszpania        | 59,35 | 110,0  | 115,0  | 115,0  | 140,0   | 140,0   | 140,0   | —     |
| -       | Noureddine Bekkouche | Algieria         | 59,25 | 105,0  | 105,0  | 105,0  | 132,5   | 137,5   | 142,5   | —     |
| -       | Wang Guofeng         | Chiny            | 59,35 | 117,5  | 117,5  | 122,5  | 147,5   | 147,5   | 147,5   | —     |
| -       | Ji Ju-hyeon          | Korea Południowa | 59,90 | 110,0  | 110,0  | 110,0  | —       | —       | —       | —     |